# Dario Mansilla
Dario Abel Mansilla (Punta Alta, 28 aprile 1982) è un ex cestista argentino.

## Carriera
Nel 1997 inizia a muovere i primi passi fra i professionisti, nella massima serie argentina, nell'Estudiantes di Olavarría, dove resta fino al 2005.
Seguono due anni alla Unión de Formosa.
Nel 2007 tenta l'avventura italiana nelle serie minori, dapprima con la maglia di Gela, poi con quella di Campobasso ed infine con Salerno, dove conquista una promozione in Serie C Dilettanti.
Nel 2010 fa ritorno in patria, all'Atlético Alvear.

## Palmarès
- Campionato argentino: 2

Estudiantes Olavarría: 1999-2000; 2000-01